# Пацов
Пацов (чеш. Pacov) — город в районе Пельгржимов края Высочина, Чехия.
Находится на западной окраине Чешско-Моравской возвышенности в 17 км северо-западнее города Пельгржимов и 25 км северо-восточнее г. Табор.

## История
Впервые упоминается в начале 14 века как замок с небольшим поселением. Статус города получил во второй половине 16-го века. В 1727 году здесь произошëл большой пожар, полностью уничтоживший город. Позже почти весь город был отстроен в стиле барокко. Промышленность стала развиваться здесь с начала XX века.
Замок (1584), который расположен рядом с центральной площадью, был полностью перестроен в стиле барокко. В 1660-х он был превращен в монастырь ордена Белых монахов, которые расширили его в 1719 году. В 1787 году монастырь был закрыт и использовался вновь как замок.
Костел Святого Вацлава был построен в монастыре между 1727 и 1732 гг. Соседний костëл Святого Михаила Архангела расположен в верхней части площади. Он был основан между 1350—1380 гг. в готическом стиле.
Сейчас в городе имеется несколько медицинских учреждений, дом престарелых, два банка, две начальные школы, одна специальная школа, музыкальная школа, спортзал, кинотеатр, тренажëрный зал, две аптеки, несколько магазинов и ресторанов.
Экономика представлена предприятиями машиностроительной компании и кожевенной фабрикой Uniko Pacov, несколькими малыми предприятиями.
На горе Стражисте (Strážiště, 744 м) к северу от города расположена телестудия Пацова.

## Население
| Год  | Численность | Численность |
| ---- | ----------- | ----------- |
| 1869 | 4229        | [ 6 ]       |
| 1880 | 4147        | [ 6 ]       |
| 1890 | 4095        | [ 6 ]       |
| 1900 | 4114        | [ 6 ]       |
| 1910 | 4264        | [ 6 ]       |
| 1921 | 4076        | [ 6 ]       |
| 1930 | 3787        | [ 6 ]       |
| 1950 | 3663        | [ 6 ]       |
| 1961 | 4026        | [ 6 ]       |
| 1970 | 4577        | [ 6 ]       |
| 1980 | 5180        | [ 6 ]       |
| 1991 | 5201        | [ 6 ]       |
| 2001 | 5232        | [ 6 ]       |
| 2014 | 4889        | [ 7 ]       |
| 2016 | 4857        | [ 8 ]       |
| 2017 | 4871        | [ 9 ]       |
| 2018 | 4823        | [ 10 ]      |
| 2019 | 4758        | [ 11 ]      |
| 2020 | 4717        | [ 12 ]      |
| 2021 | 4667        | [ 13 ]      |
| 2022 | 4604        | [ 14 ]      |
| 2023 | 4743        | [ 15 ]      |
| 2024 | 4749        | [ 4 ]       |

## Достопримечательности
- Замок
- Готический костëл Святого Михаила Архангела
- Костëл в стиле барокко и часовня Святого Вацлава, которые являются частью замка Пацов.
- Синагога

## Города-побратимы
- Арни, Швейцария

## Галерея

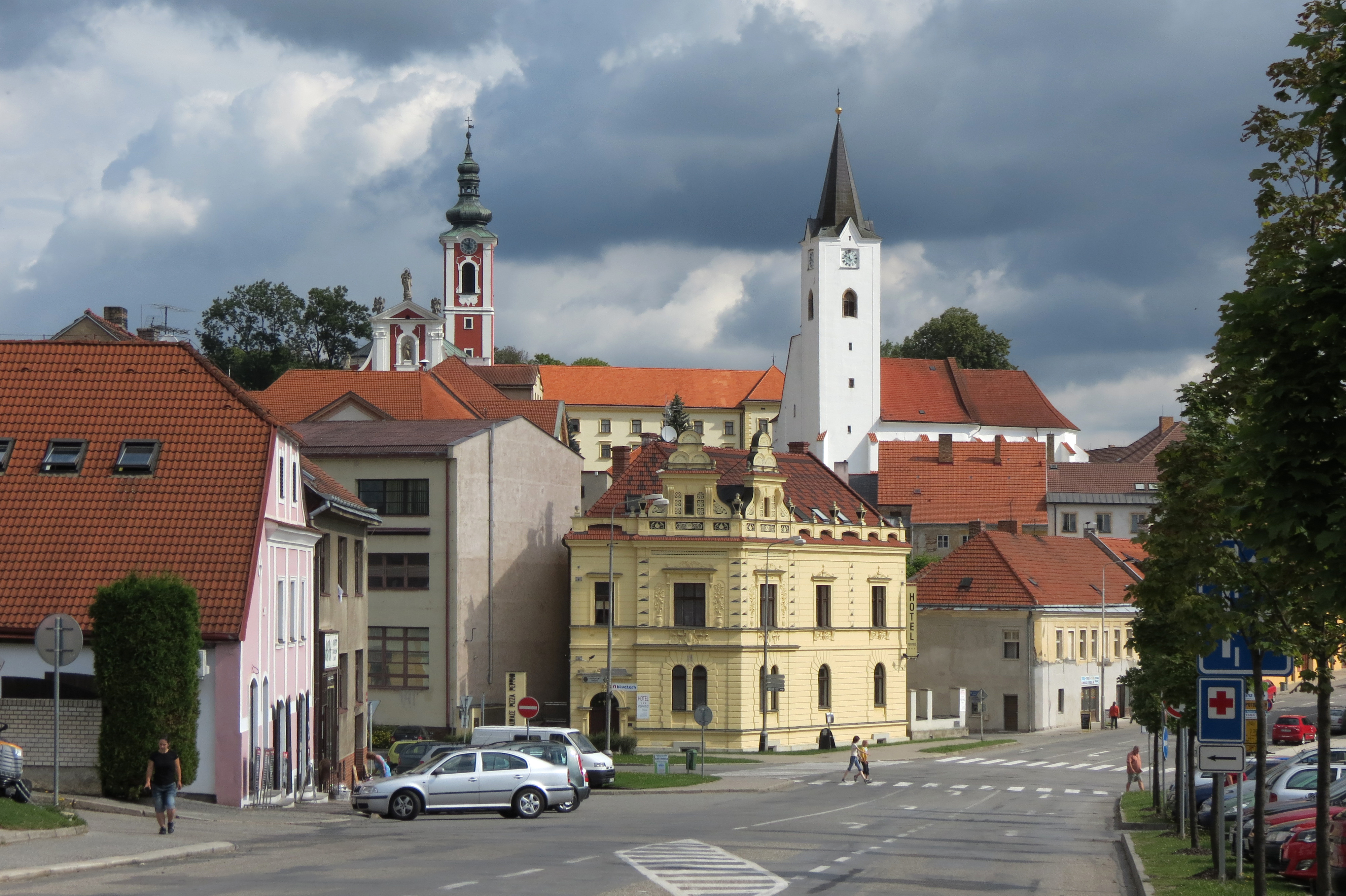
Центр города Пацова
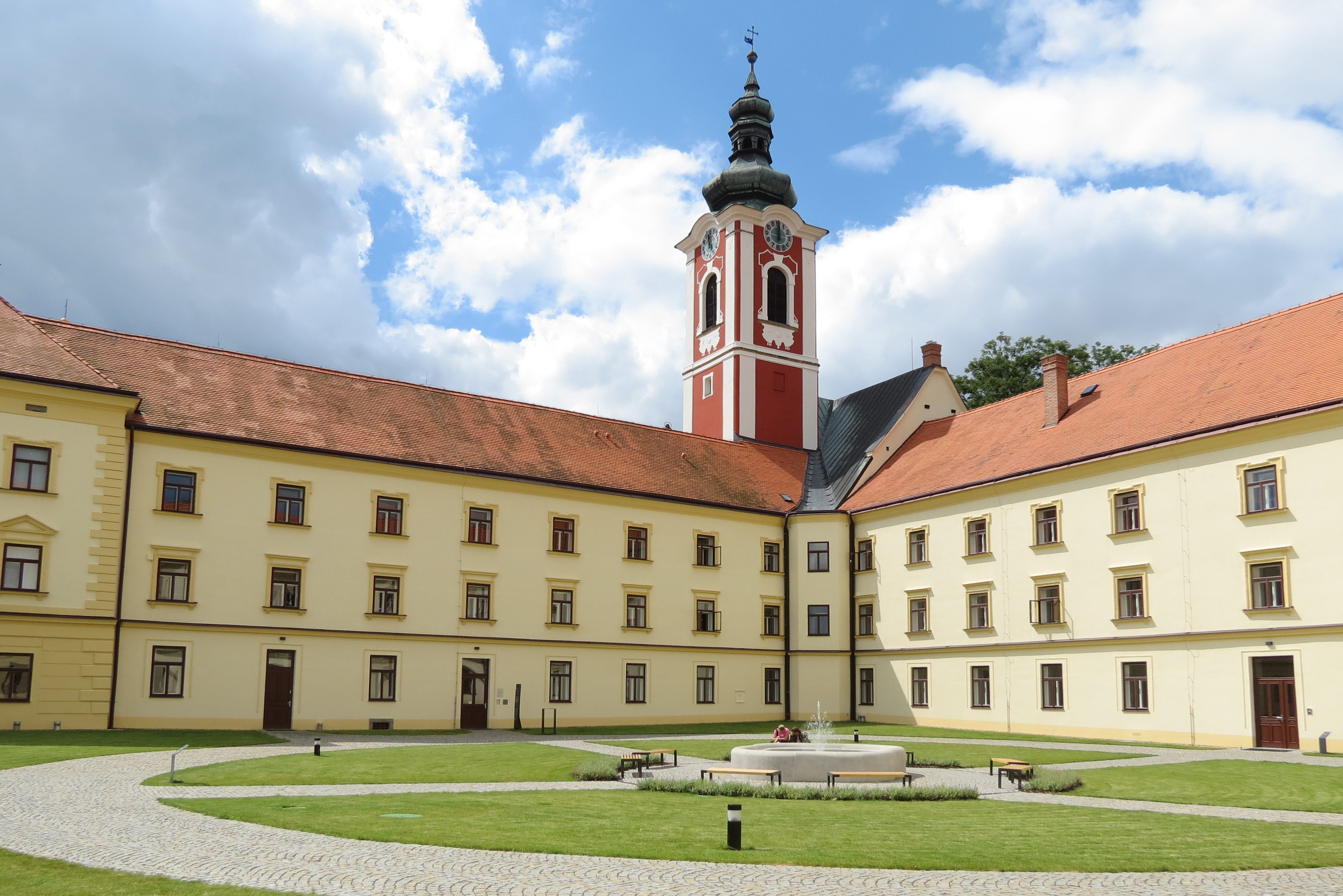
Замок
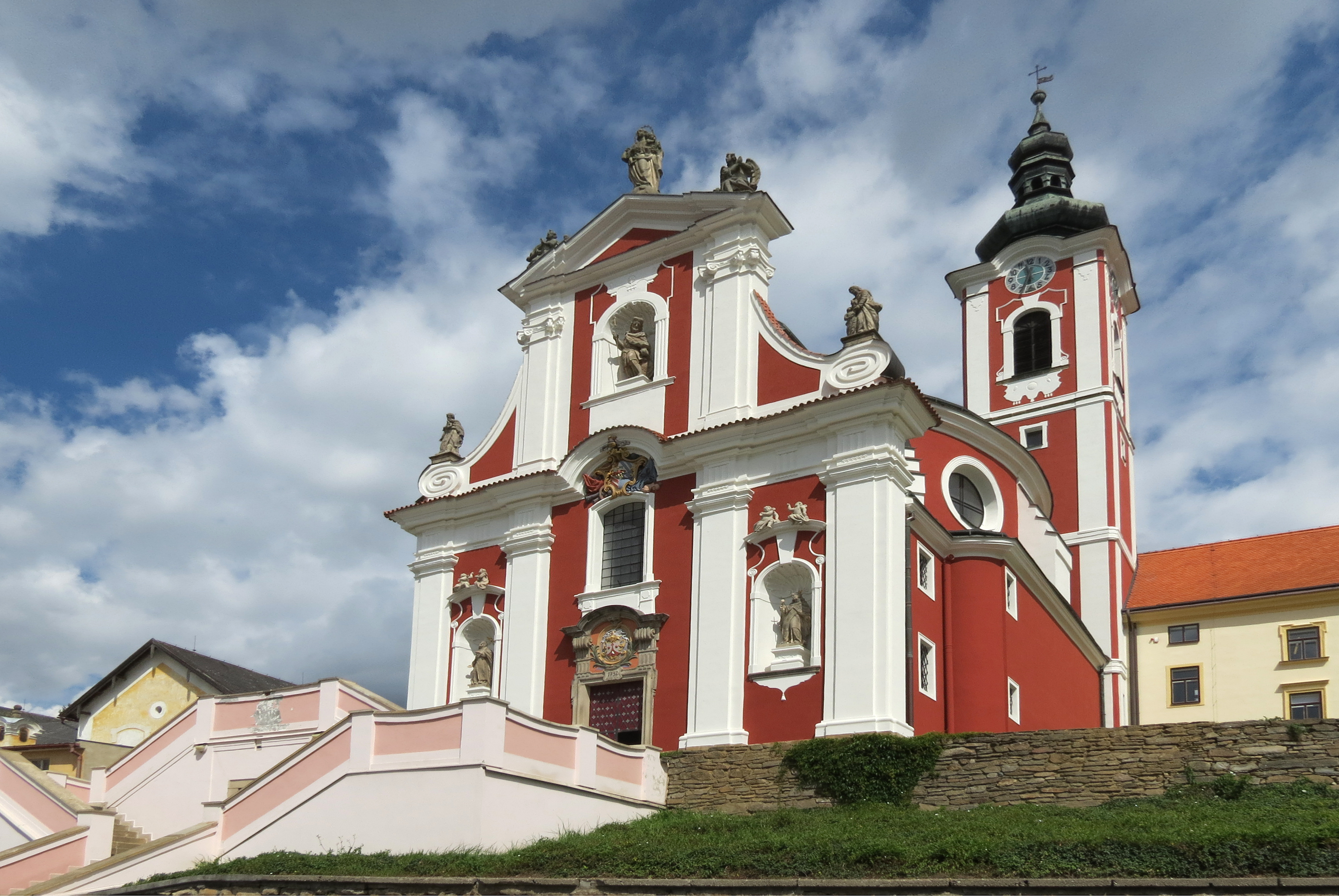
Костëл Святого Вацлава
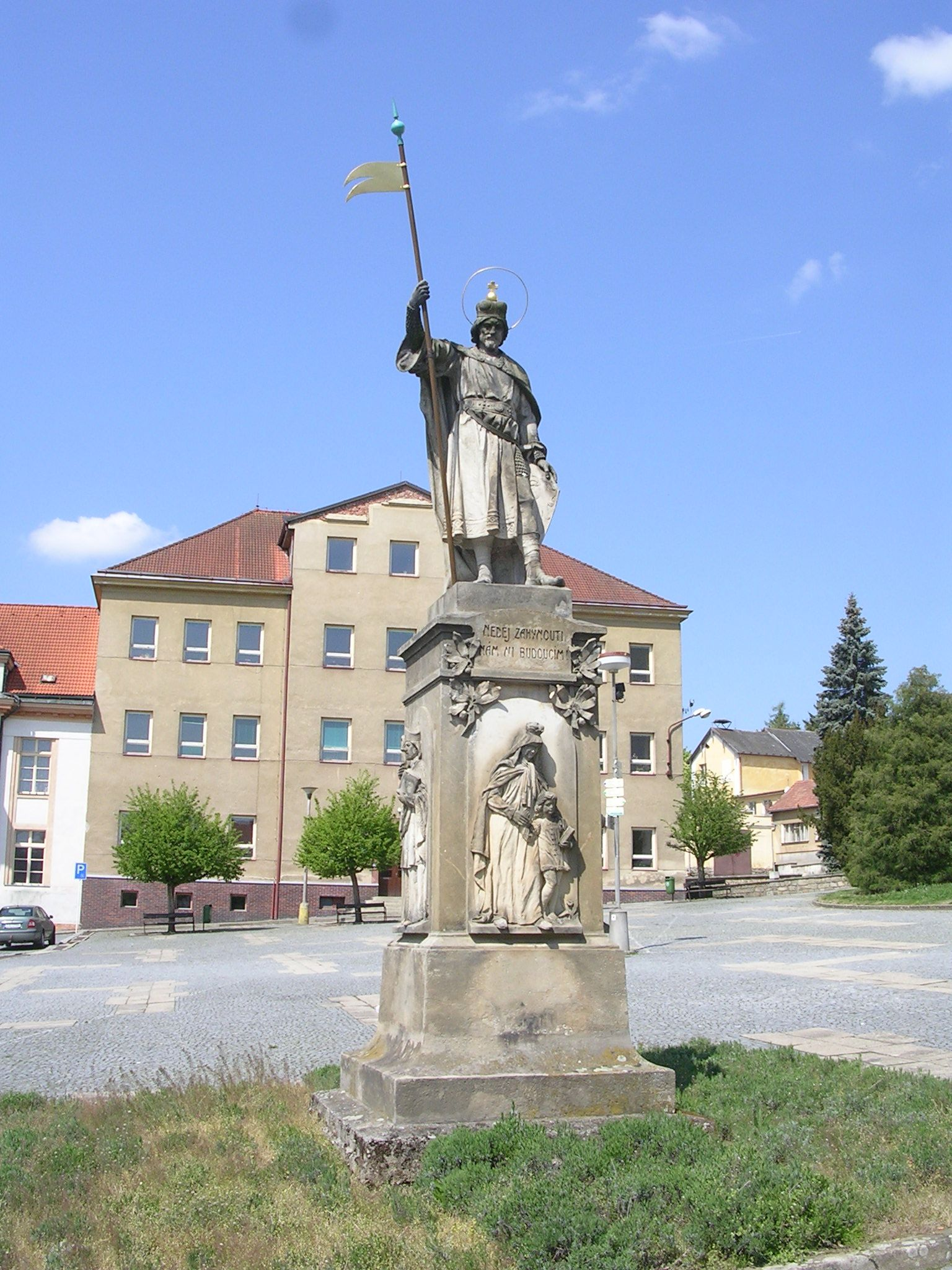
Памятник Святого Вацлава